# Conde Baldwin de Bewdley

Brasão de Armas dos Condes Baldwin de Bewdley

O título Conde Baldwin de Bewdley, no Pariato do Reino Unido, foi criado em 1937 para o político conservador Stanley Baldwin, que serviu como deputado por Bewdley de 1908 a 1937 e foi primeiro-ministro do Reino Unido três vezes (de 1923 a 1924, de 1924 a 1929 e de 1935 a 1937). Ele foi feito Visconde Corvedale, de Corvedale, em Shropshire, ao mesmo tempo em que recebeu o condado.
O primeiro Conde Baldwin de Bewdley foi sucedido pelo seu filho mais velho, Oliver. Uma figura um tanto controversa, o segundo conde foi membro do Parlamento pelo Partido Trabalhista e por um tempo sentou-se em frente ao pai na Câmara dos Comuns. Como homossexual, Oliver não teve filhos, então, após sua morte, o título passou para seu irmão mais novo, Arthur, o terceiro conde.
Alfred Baldwin, pai do primeiro conde, também era político.
A sede da família era Astley Hall perto de Astley, Worcestershire, e agora é Manor Farm House perto de Wolvercote, Oxfordshire.

## Condes Baldwin de Bewdley (1937)
- Stanley Baldwin, 1.º Conde Baldwin de Bewdley (1867–1947) - ex- primeiro-ministro do Reino Unido sob os reis George V, Edward VIII e George VI
- Oliver Ridsdale Baldwin, 2.º Conde Baldwin de Bewdley (1899–1958), primeiro filho do 1º Conde
- Arthur Windham Baldwin, 3.º Conde Baldwin de Bewdley (1904–1976), segundo filho do 1º Conde
- Edward Alfred Alexander Baldwin, 4.º Conde Baldwin de Bewdley (1938–2021), único filho do 3º Conde
- Benedict Alexander Stanley Baldwin, 5.º Conde Baldwin de Bewdley (n. 1973),[2]

## Nobre presente
Benedict Alexander Stanley Baldwin, 5.º Conde Baldwin de Bewdley (nascido em 28 de dezembro de 1973) é o mais velho dos três filhos do 4.º Conde e sua esposa Sarah MacMurray James. Formalmente denominado Visconde Corvedale a partir de 1976, ele foi educado na Bryanston School e na Newcastle University, onde se formou em B.Mus.
Em 16 de junho de 2021, Corvedale sucedeu seu pai como Conde Baldwin de Bewdley (Reino Unido, 1937) e Visconde Corvedale (Reino Unido, 1937).
O herdeiro presuntivo é o irmão do atual titular, James Conrad Baldwin (nascido em 1976).